# Multishow ao Vivo: Ivete Sangalo no Madison Square Garden
Multishow ao Vivo: Ivete Sangalo no Madison Square Garden é o terceiro álbum ao vivo e filme-concerto da artista musical brasileira Ivete Sangalo, lançado em 7 de dezembro de 2010 pelas gravadoras Universal Music, Caco Music e Mercury Records. Produzido para a série de trabalhos ao vivo promovida pela rede de televisão Multishow, o projeto foi gravado em 4 de setembro de 2010, no Madison Square Garden, em Nova Iorque, reunindo um público de quase quinze mil pessoas. A produção musical da obra foi assinada pela própria cantora e seu produtor de longa data, Alexandre Lins, com a direção de vídeo realizada por Nick Wickham. O disco conta com sucessos do catálogo anterior de Sangalo, além de algumas faixas inéditas e regravações de artistas estadunidenses, como Michael Jackson e Commodores. Participaram como convidados os cantores Juanes, Seu Jorge, Nelly Furtado e Diego Torres.
Multishow ao Vivo: Ivete Sangalo no Madison Square Garden recebeu avaliações mistas por parte dos críticos de música; alguns teceram elogios ao desempenho da cantora na apresentação, comparando-a com artistas de renome internacional. Contudo, alguns críticos classificaram-no como confuso e um retrocesso na discografia da artista, com as interpretações das canções em inglês por Sangalo sendo um ponto de divergência entre eles. Comercialmente, o disco foi bem sucedido, com 300 mil cópias comercializadas apenas em seu período de pré-venda, conquistando uma certificação de ouro e outra de diamante fornecidas pela Pro-Música Brasil (PMB). O trabalho ainda garantiu à artista duas indicações na 12ª edição dos Prêmios Grammy Latino, nas categorias de Melhor Álbum Pop Contemporâneo Brasileiro e Melhor Canção Brasileira.
Como forma de divulgar o projeto, Sangalo fez aparições em diversas ocasiões na televisão e na internet, além de excursionar com a Tour Madison em países da América do Sul e Europa; ela acabou por tornar-se a maior turnê solo por uma artista feminina brasileira, vendendo 800 mil ingressos e arrecadando 70 milhões de reais. Também, cinco faixas foram lançadas oficialmente como singles a partir do disco: "Acelera Aê (Noite do Bem)" foi a primeira, e acabou por tornar-se uma das canções mais bem executadas em estações de rádio brasileiras durante o ano de 2010; "Desejo de Amar", "Pensando em Nós Dois", "Qui Belê" e "Pra Falar de Você" também foram enviadas às rádios posteriormente. Para além dessas, "Darte" foi incluída na trilha sonora da telenovela Cheias de Charme.

## Antecedentes

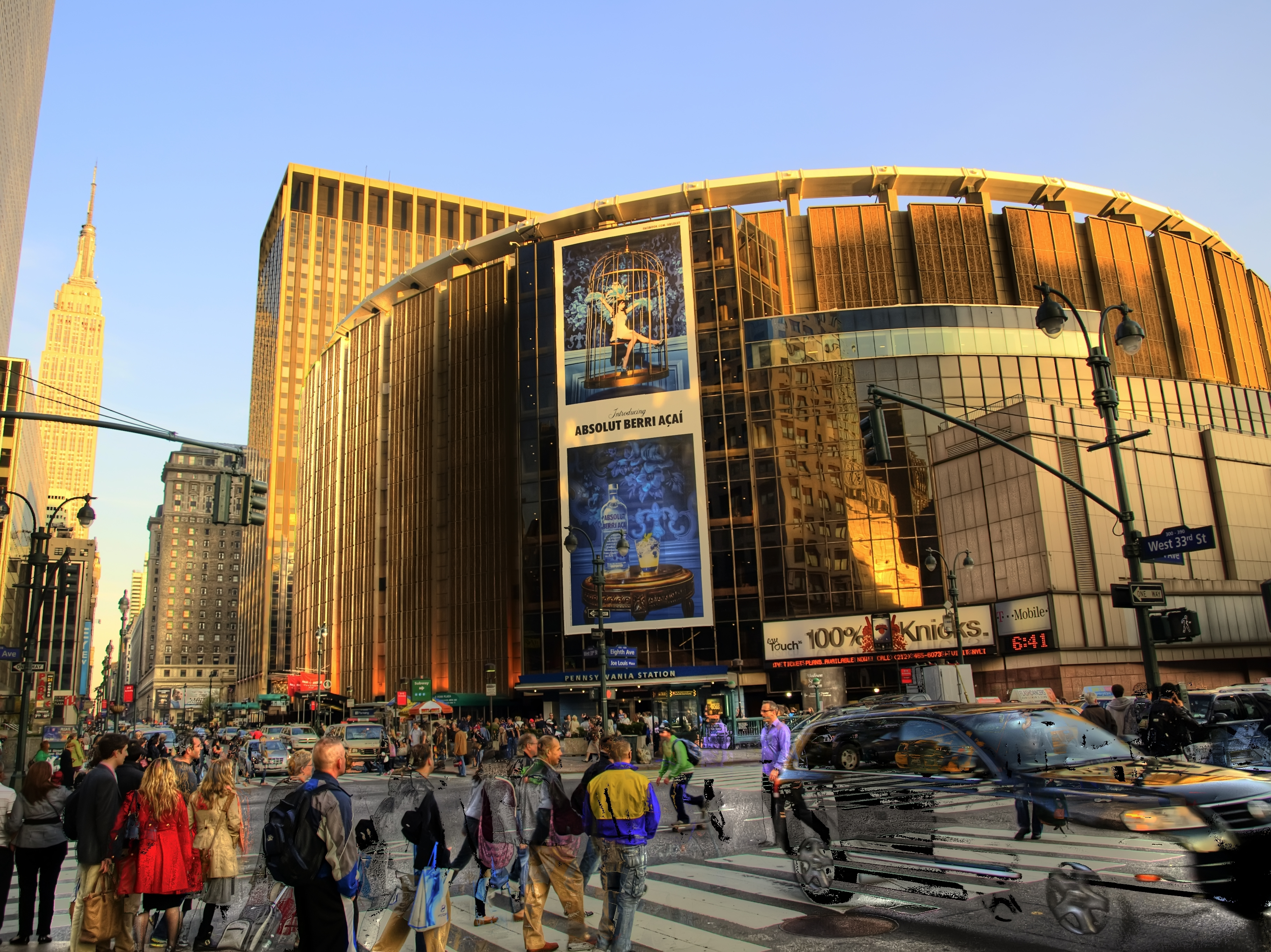
O concerto foi realizado na arena Madison Square Garden (imagem), localizada na cidade de Nova Iorque.

Após assistir a uma apresentação ao vivo da cantora estadunidense Beyoncé na arena multiuso Madison Square Garden, localizada na cidade de Nova Iorque, nos Estados Unidos, Sangalo teve a ideia de realizar algum projeto musical no mesmo local, devido ao fato de "ser uma casa tão emblemática, por ter passado ali todos os grandes artistas do mundo". Ao final do concerto de Beyoncé, a brasileira telefonou para seu irmão e empresário, Jesus, comentando sobre o desejo de realizar um evento lá. Ele concordou e pediu para que ela voltasse ao Brasil para poderem discutir a ideia. Em um almoço informal, a cantora lembrou a Jesus sobre o concerto no Madison Square Garden, que disse que o show poderia ser realizado, mas alertou que para isso teriam que trabalhar em dobro.
Sangalo manifestava publicamente sua intenção de se apresentar no Madison Square Garden desde 2008, enquanto promovia seu segundo álbum ao vivo Multishow ao Vivo: Ivete no Maracanã, sendo inclusive anunciado o dia 6 de setembro de 2009 como data do evento; no entanto, em janeiro de 2009, a artista anunciou que a apresentação seria adiada devido à crise financeira de 2007–2008 que afetava os Estados Unidos: "No finalzinho do ano passado nós tivemos essa notícia de que o mundo vive uma crise e que isso tem reflexos, como o desemprego. Nós estamos com tudo [o show] organizado, temos profissionais para fazer, temos condições de fazer, mas também temos discernimento para entender que não se pode fazer um DVD no exterior diante de uma crise", relatou. Para ela, a insistência no projeto seria "quase uma sacanagem" com os brasileiros residentes nos Estados Unidos, dizendo: "É uma pressão ter um artista brasileiro querido em Nova York, e o cara sem dinheiro para comprar o ingresso?". A cantora afirmou ainda que o projeto seria realizado em 2010.
Depois de lançar e promover seu sexto álbum de estúdio Multishow Registro: Pode Entrar, Sangalo anunciou, em 22 de setembro de 2009, na sua conta na rede social Twitter, que seu show no Madison Square Garden aconteceria em 4 de setembro do próximo ano, com as seguintes palavras: "Atenção: Madison Square Garden, dia 4 de setembro de 2010. Uhuuuu. Agora é pra valer. Vai ser lindo demais!". Em fevereiro de 2010, durante a coletiva de imprensa para o Carnaval daquele ano, a brasileira anunciou que a companhia aérea TAM seria sua patrocinadora oficial no período entre janeiro de 2010 até março de 2011. Dessa forma, a empresa comprometeu-se com a gravação do projeto, disponibilizando pacotes em suas lojas para o público assistir ao espetáculo. Além disso, a TAM foi patrocinadora do Carnaval de Salvador de 2010, onde seu produto "Multiplus Fidelidade" esteve presente nos camarotes Cerveja & Cia e nos blocos onde Sangalo se apresentou. Ainda como parte do contrato firmado entre as partes, a empresa ainda presenteou a cantora com quatro aviões personalizados. Ela ainda relatou à revista TAM nas Nuvens sobre seu desejo de realizar o concerto na arena:

"Sou muito inquieta. Tanto que venho de um DVD todo gravado na minha casa, bem íntimo, e por isso muito longe das proporções do Maracanã. Eu vejo o novo trabalho como um grande desafio – por ser no Madison, por ser em Nova Iorque, por ser um passo importante na minha carreira internacional, importantíssimo para minha carreira dentro do Brasil. E tem uma coisa: por mais internacional que este próximo DVD fique, ele é totalmente enraizado no Brasil. Acho que a inquietude faz parte do artista".

## Produção
O evento foi produzido pela Caco de Telha Entretenimento, empresa de propriedade de Sangalo, em parceria com a produtora estadunidense Metropolitan Talent Presents. Sua viabilização ocorreu em parceria com o canal de televisão por assinatura Multishow, que havia sido colaborador de dois audiovisuais anteriores da cantora. A produção musical ficou a cargo de Alexandre Lins, colaborador de longa data da artista, enquanto o diretor britânico Nick Wickham assinou a direção de vídeo do espetáculo. Além de Wickham, a equipe de produção também contou com o cenógrafo Bruce Rodgers e com o designer Patrick Woodroffe na iluminação. Para produzir o concerto, foram necessários dois anos de preparação, entre planejamento, produção e execução. Conforme pontuou Fabio Almeida, produtor da Caco de Telha, "Buscamos os melhores fornecedores e realizamos diversas viagens aos Estados Unidos antes do show"; o produtor também chegou a morar por um período de três meses nos Estados Unidos para acompanhar a produção de perto.
Para promover a apresentação em terras estadunidenses, a Caco de Telha e Metropolitan Talent Presents programaram diversas ações, incluindo a veiculação de comerciais na Globo Internacional, a distribuição de flyers em eventos de Nova Iorque, a produção de um hotsite, a publicação de banners em websites e o envio de correios eletrônicos aos públicos-alvo. Além disso, a partir de julho de 2010, o telão externo do Madison Square Garden exibiu um vídeo de chamada para o concerto, enquanto de 16 de agosto a 5 de setembro, uma empena com a campanha do evento foi exibida em uma das fachadas da arena. A Caco de Telha investiu cerca de 300 mil reais nas ações, e segundo a gerente de marketing da empresa, Virna Miranda, "Nossas ações têm gerado uma ótima repercussão, principalmente, nas comunidades brasileiras e hispânicas dos Estados Unidos. A partir de agosto, teremos a exibição da empena, que certamente causará grande impacto e visibilidade ao show de Ivete em Nova Iorque". Também como forma de promoção, em 2 de agosto de 2010, o Multishow, a Universal Music e a Caco de Telha, transmitiram ao vivo, simultaneamente pela televisão e pela internet, um dos ensaios que Sangalo fez para a gravação da obra.
Antes do show em Nova Iorque, a brasileira fez duas apresentações nos Estados Unidos. A primeira delas foi em 28 de agosto de 2010, na arena American Airlines Arena em Miami, Flórida, e a segunda ocorreu em 1 de setembro, no DCU Center em Worcester, Massachusetts. Assim como o concerto em Nova Iorque, a produção da pequena turnê ficou sob a responsabilidade da Caco de Telha, em parceria com a The Rhythm Foundation em Miami e a Live Nation em Worcester. O show de Miami recebeu dois ônibus lotados vindos de Orlando e cerca de dois mil fãs vindos do Brasil para assistir ao espetáculo. O diretor de desenvolvimento da Rhythm Foundation disse que Sangalo era "a grande estrela da qual os brasileiros têm falado por anos. Agora é a hora do público americano conhecê-la"; durante uma coletiva de imprensa realizada no dia anterior ao concerto, a cantora disse que estava "dando um passo enorme" em sua carreira internacional e que a turnê era "uma maneira de eu me exibir para o meu país. Meu objetivo é voltar para o Brasil e as pessoas reconhecerem que eu fui corajosa de fazer algo que ninguém nunca fez". A apresentação em Worcester ainda serviu como um ensaio geral para a gravação em Nova Iorque e teve a participação de Nelly Furtado.
Após um período de ensaios que compreendeu seis meses, incluindo música e coreografia, o concerto foi realizado em Nova Iorque no dia 4 de setembro de 2010, para um público de 14.577 pessoas, representando uma arrecadação de 965.137 dólares em vendas de ingressos. O show iniciou-se às 21h30, pelo horário de Brasília, com um atraso de meia hora, e durou cerca de três horas. Durante toda a apresentação, a artista teve de repetir apenas uma composição, "Darte", pois o convidado especial Juanes estava bastante nervoso, o que não impediu que Sangalo se descontraísse, dizendo ao cantor: "Bora, Juanes! Força na peruca, meu nego! Um dia você chega lá", provocando risos na plateia. Ela também precisou reiniciar a performance de "Me Abraça" por ter errado a letra devido ao fato de estar bastante emocionada. Depois do fim da gravação, Sangalo chamou os cantores Netinho, Preta Gil e Margareth Menezes, que estavam assistindo ao espetáculo da plateia, para participarem do bis do concerto; Seu Jorge também voltou para interpretar seu sucesso "Burguesinha" com a cantora. Ao total, 26 canções foram interpretadas durante a apresentação. Faixas do catálogo anterior da artista, como "Arerê", "Pererê", "Céu da Boca" e "A Galera", bem como uma regravação de "Não Quero Dinheiro (Só Quero Amar)", de Tim Maia, também estiveram no repertório do concerto, mas não foram incluídas no lançamento em áudio ou em vídeo do projeto.

### Ingressos e concursos
Em 10 de abril de 2010, os ingressos para o evento foram disponibilizados para venda. Os valores variavam entre 39,50 e 139,50 dólares, e estavam disponíveis nos balcões, no website da Ticketmaster ou pelo telefone disponibilizado no website oficial da empresa. Nos Estados Unidos, os ingressos físicos começaram a ser vendidos apenas dois dias depois, nas bilheterias do Madison Square Garden, do Beacon Theatre e do Radio City Music Hall. A gravadora Universal Music, através de sua assessoria de imprensa, informou que, em apenas uma semana, cerca de 40% destes já haviam sido vendidos. Poucos dias antes da realização do evento, em 31 de agosto, a Caco de Telha anunciou que os ingressos haviam se esgotado. Um dia antes da apresentação, o portal Glamurama revelou que os bilhetes vendidos por cambistas para ver a cantora estavam custando 800 dólares, sendo que, no último espetáculo de Beyoncé na arena, o valor estava em 300 dólares.
Alguns concursos foram promovidos para levar fãs da cantora a assistir à gravação do evento. A TAM lançou um concurso cultural para levar seis fãs, com direito a acompanhante, ao concerto. Intitulado Ivete nas Asas da TAM, foi lançado em 30 de junho de 2010 e se estendeu até o dia 15 de julho. Os nomes dos vencedores foram divulgados no dia 4 de agosto. Os internautas puderam participar de quatro formas diferentes: "Solte sua Ivete", que contava com a produção de um vídeo de 30 segundos, onde o internauta deveria cantar, dublar, dançar, interpretar ou encenar alguma canção da cantora; "Loucuras pela Ivete", cujo objetivo era produzir uma foto com a maior loucura que o internauta cometeria para assistir a gravação do álbum; "Vai dar o que falar", onde os internautas deveriam criar um frase, de no máximo 150 caracteres, que contivesse obrigatoriamente as palavras "Ivete", "NY" e "paixão"; e, por fim, "Fala arte", que contava com a criação de peças inusitadas, caricaturas, desenhos manuais e eletrônicos; as melhores artes seriam inseridas como fundo de tela do Twitter oficial da TAM. A gravadora Universal Music também lançou, em 29 de junho, um concurso cultural para levar dois fãs da cantora para a gravação do álbum. Os internautas teriam que acessar um hotsite e responder à pergunta: "Qual segredo você revelaria para ir a Nova Iorque ver Ivete cantar?". A resposta deveria conter, no máximo, 140 caracteres.

### Estrutura de palco e som
Em 20 de agosto de 2010, Osmar Marrom Martins, do jornal Correio, publicou uma matéria informando que o orçamento do evento se aproximava do valor de 5 milhões de dólares. O periodista ainda informou que a estrutura contaria com dezessete câmeras de alta definição, posicionadas em locais estratégicos, e além da captação tradicional do som, seriam colocados microfones na plateia para utilização do som do público. Além disso, o palco continha 50 metros de profundidade, compreendendo 30 toneladas de equipamentos, incluindo um telão LED de 300m², sendo o maior em que Sangalo havia se apresentado em sua carreira. O portal Glamurama ainda informou que a estrutura contaria com dois elevadores e uma esteira rolante, bem como uma passarela que saía do palco principal e levava até outro menor, em forma de âncora, que dava à cantora acesso à plateia. Também, de acordo com a jornalista Heloisa Tolipan, escrevendo para o Jornal do Brasil, ao total, haveriam dez dançarinos dividindo o palco com Sangalo, que por sua vez realizaria cinco trocas de roupas durante o curso de sua apresentação. A gravação ainda teve a participação de cerca de 800 pessoas, trabalhando direta ou indiretamente, com cerca de 500 trabalhando somente no dia do evento.
Em relação ao som, a equipe encarregada procurou tirar o máximo de proveito da infraestrutura do Madison Square Garden, uma vez que por ser multiuso, não havia muito o que modificar na arena. A sonorização ficou por conta dos equipamentos da Clair Brothers, locadora que foi escolhida como prestadora de serviços para o show por já ter sonorizado o Madison Square Garden em vários eventos anteriores. Lazzaro, técnico de monitor de Sangalo, revelou que foram usados dois técnicos de monitor e dois técnicos de P.A. simultaneamente; no P.A. estavam Vavá Furquim, que cuidou dos níveis da sala e das automações, e Carlos "Kalunga" Branco, que cuidou da mixagem. No monitor ficaram Martin, que mixou a banda, e Lazzaro, que cuidou exclusivamente da artista e dos artistas convidados. De acordo com o técnico, o uso de dois técnicos de monitor foi um motivo de tranquilidade tanto para Sangalo quanto para a sua banda, já que todos tiveram uma atenção individualizada; também segundo ele, o uso de fones de alta qualidade, como o Westone ES5 (cinco drivers) foi um dos determinantes para não se necessitar de monitores no palco, nem mesmo na passarela que levava ao palco menor. "Usamos os de shaker tanto no baixo quanto na bateria. No baixo, o músico tocava em cima de uma plataforma que vibrava nas baixas frequências, complementando o som do fone", disse. Os nove bailarinos também usaram fones, e além disso, um profissional da Clair Brothers foi destacado para fazer a coordenação e a programação do uso de radiofrequências na arena durante todo o concerto, evitando que houvesse fugas e interferências.
Em função da gravação do disco, as escolhas dos equipamentos também tiveram uma atenção especial, pensando basicamente na sonoridade que se procurava obter. Outra preocupação de Alexandre Lins, encarregado da direção musical, foram os microfones, principalmente na percussão. A ideia era que eles aparecessem o menos possível no vídeo, e o efeito foi obtido através de modelos de digital power amplifier (DPA). Os modelos de microfones que seriam usados foram discutidos e escolhidos em conjunto com a equipe técnica do concerto e com Beto Neves, responsável pela captação e posterior mixagem do álbum. Para a voz, a necessidade era de um microfone que tivesse uma excelente sonoridade, mas não fosse sensível o bastante para captar o vazamento da percussão, sendo utilizada a cápsula 5235, da Sennheiser, que foi desenvolvida especificamente para palcos ruidosos. Conforme afirmou Lazzaro, foram necessárias 19 carretas para transportar todo o equipamento de som, luz e palco do DCU Center, onde foram realizados os ensaios, até o Madison Square Garden.
Neves realizou a mixagem de Ivete Sangalo no Madison Square Garden em Pro Tools HD3 no estúdio Minna, em Salvador. Como unidade móvel de gravação, ele e Lins escolheram o Silver Truck, da empresa Remote Recording, que incluía uma mesa Neve VR, montada pela própria Neve exclusivamente para este caminhão; a mesa foi o motivo decisivo para a escolha desta unidade de áudio. Apesar da gravação ter sido totalmente analógica, na mixagem do disco foram usados diversos equipamentos analógicos e muitos plug-ins dos mais variados tipos, como Waves, SPL, Audio Ease, Soundtoys e Line 6; Neves também ressaltou que o áudio mixado foi o mesmo gravado na arena, não necessitando de overdubs em estúdio, somente uma edição digital realizada por Kesser Jones. Como é comum em gravações ao vivo de música baiana o vazamento dos instrumentos na voz do intérprete, foi preciso um cuidado especial com a instrumentação do concerto, para que não houvesse nenhum vazamento de som, com os músicos usando in-ears e não havendo monitores no palco. Desta vez, também não foi usado acrílico de proteção na bateria nem na percussão, resultado de um acordo com os percussionistas e com Kalunga. Neves ainda elaborou sobre o que mais o preocupava na gravação do álbum:

"O que mais me preocupava em relação à gravação era a distância entre o palco e a unidade móvel de áudio. A arena Madison Square Garden fica no quinto andar do edifício, e o caminhão de gravação tinha que ficar lá embaixo, na rua, o que significa uma distância de mais de 400m de cabos. Com esta distância, seria impossível transmitir o sinal dos microfones sem que houvesse perda de sinal. A solução do problema foi dada pela própria equipe da Remote Recording. Foram colocados 96 prés no palco, com 16 canais de prés API, 48 canais de Millenia e 32 canais de Aphex, que eram transmitidos como sinal de linha para o caminhão, onde eu podia equalizar tudo na Neve e insertar o que quisesse, antes de ir para os gravadores".

### Figurinos

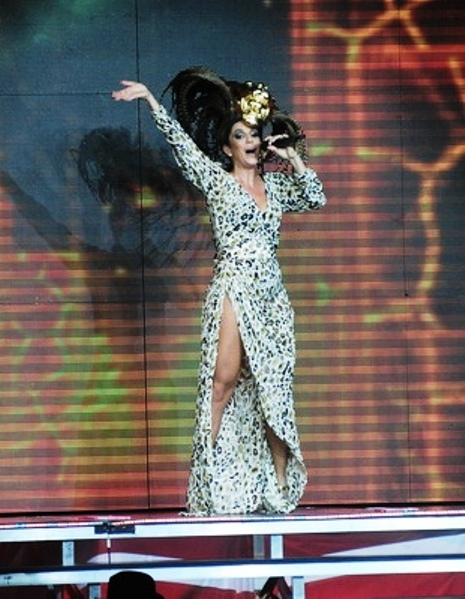
Durante o concerto do álbum, Sangalo usou um longo vestido com estampa de leopardo e um enorme acessório em sua cabeça. A imagem mostra a cantora usando o mesmo figurino na Madison Tour (2011).

Patricia Zuffa, figurinista pessoal de Sangalo, iniciou as preparações de figurinos do espetáculo em março de 2010. Ela delegou à dupla anglo brasileira de estilistas Basso & Brooke a tarefa de desenhar as roupas a serem usadas o concerto. Segundo Bruno Basso, um dos componentes do dueto, o trabalho virou um desafio para o duo, pois o dia da apresentação coincidia com o lançamento de sua coleção na semana de moda de Londres. "Já conhecemos bem a figura feminina da Ivete, pois é muito próxima de nossa clientela: uma mulher exuberante. Mantivemos nas roupas toda a jovialidade e sensualidade que Ivete representa para o povo brasileiro, inserindo algumas informações de moda. É este o grande lance do figurino: tem elementos dramáticos, mas tem também elementos contemporâneos", afirmou o profissional. Para ele, o maior desafio da dupla foi cuidar dos minuciosos detalhes dos figurinos que pouco devem ter sido notados pela plateia na arena, mas que podem ser bem visualizados no resultado final em alta definição, com Basso revelando que precisou se reunir com o encarregado da iluminação do concerto para saber como a luz reagiria com o brilho dos tecidos e acessórios. Os chapéus usados pela intérprete e sua banda foram assinados pelo chapeleiro inglês Stephen Jones, que é parceiro de longa data de Basso & Brooke, enquanto o artista Mr. Pearl foi encarregado dos corsets a serem utilizados no evento.
Basso & Brooke criou cinco figurinos para o concerto. O primeiro, intitulado Tribal termocrônico, integrou elementos africanos e primitivistas, incluindo óculos militares de leitura pelo calor. As estampas digitais simulavam a mudança de cor relacionada ao calor do corpo. Segundo Basso, "é algo Mad Max, com elementos de vudu, [e] joias de caveiras". O segundo, Bahia barroca, misturou "elementos da Bahia Barroca" com "ideias latinas da colonização hispânica", com o resultado sendo "pop, sexy e visualmente rico com foco no movimento do franjado de couro aplicado", conforme pontua Basso. O próximo figurino Diva disco consistia em um vestido longo com "decote drapeado e fenda exuberante, construído num delicado georgette de seda todo bordado em cristais Swarovski". Basso revelou que a inspiração veio do Blaxploitation e, que, além disso, o vestido contou com uma estampa de leopardo desenvolvida exclusivamente para a artista; as manchas da estampa compunham o nome "Ivete Sangalo". A roupa para o quarto bloco, Glam rock, contou com um paletó "em alfaiataria seca à la rockstar com calça palazzo, feito com precioso jacquard de lã, lurex e seda pura com motivos geométricos desenvolvidos exclusivamente para esse terno", disse o figurinista. Para a vestimenta usada na última parte da apresentação, Gran finale, a brasileira usou um casaco de lã de seda com corte de uniforme militar, com estampas coloridas e elementos de fantasia e psicodelia, remetendo à Tropicália, bem como o filme O Submarino Amarelo (1968).

### Participações
Desde o anúncio do projeto, alguns artistas internacionais foram cogitados pela mídia, entre eles Beyoncé, Shakira, Sting, Justin Timberlake, e Lenny Kravitz. A brasileira também revelou que tinha intenção de convidar Bono Vox, vocalista do grupo irlandês U2, bem como Stevie Wonder para participar do show. Posteriormente, ela declarou que chegou a fazer o convite à Shakira, todavia ela recusou devido a problemas com sua agenda. A primeira participação a ser anunciada foi a do cantor Seu Jorge, através do Twitter da cantora. Sendo o único brasileiro a participar do álbum, Sangalo disse que ele teria a responsabilidade de dar "brasilidade" ao projeto, em entrevista à Billboard Brasil. O cantor colombiano Juanes foi o segundo convidado anunciado pela artista. No entanto, antes mesmo que ela ou sua produtora Caco de Telha anunciassem a presença dele, o mesmo, através de seu perfil no Twitter, declarou que iria participar da gravação do projeto. Sobre a colaboração, o colombiano disse que "um dos maiores sonhos de artistas brasileiros e hispânicos é poderem compartilhar e interagir". O cantor e compositor argentino Diego Torres também foi um dos convidados por Sangalo a cantar com ela no projeto. Segundo Mônica Bergamo, do jornal Folha de S. Paulo, a brasileira o recebeu em sua casa em Salvador para acertar detalhes sobre a parceria. A artista canadense Nelly Furtado confirmou sua participação no álbum em um encontro que teve com Sangalo no início de junho de 2010, no Canadá. Na ocasião, as cantoras ainda compuseram, juntas, três canções.
No dia 30 de março de 2010, a produtora Caco de Telha revelou que o cantor e guitarrista britânico James Morrison seria o terceiro convidado; contudo, em 2 de setembro, a própria produtora anunciou que o músico não participaria mais da gravação do álbum devido ao falecimento de seu pai. Durante a coletiva de imprensa para o projeto, no dia seguinte, a brasileira disse que ficou muito "triste e solidária a ele nesse momento. Mas, ninguém vai substituí-lo. Essa parte, vou cantar sozinha e farei pensando nele para que ele supere tão logo, apesar de saber que isso é muito particular para cada um". A participação da dupla porto-riquenha Wisin y Yandel foi confirmada através do website da cantora em 11 de maio de 2010. Em 5 de setembro, dia seguinte à gravação do projeto, Eliane Santos, jornalista do portal de notícias Ego, publicou uma nota informando que a dupla não pôde estar presente na gravação, pois teve problemas para deixar Porto Rico devido ao furacão que assolava o país. Santos disse que a brasileira soube da ausência da dupla algumas horas antes da apresentação e que ela substituiria "Quero Calor", canção que interpretaria com o duo, por canções próprias. Além dos convidados para a gravação do projeto em Nova Iorque, Sangalo participou de um concerto da Dave Matthews Band, em Dallas, em 11 de setembro de 2010, dando voz à canção "Você e Eu", versão em português de "You and Me", interpretada pela mesma banda. A apresentação foi gravada e foi incluída no disco como faixa bônus.

## Sinopse e composição
"Eu tracei uma linha do início da minha carreira àquele momento e vi o quando tinha dado certo a minha vida profissional. E eu estava ali desfrutando de um momento único pra mim. Me controlei muitas vezes no show, mas aquela hora, eu não sabia o que eu fazia porque eu ia atrapalhar o show se eu começasse a chorar. A minha preocupação maior era que eu me emocionasse demais e não conseguisse seguir. E aquelas músicas elas foram escolhidas pelos meus fãs através do Twitter e eu tenho uma relação muito boa com eles. Eu conheço a grande maioria pelo nome, pelas histórias, eu sei de onde são. Quando eu canto uma canção e eles reconhecem aquilo como uma coisa deles também, faz com que eu fique muito feliz. Então é isso, eles escolheram aquele grupo de músicas e a gente fez um medley e aí, na hora, eu lembrei de coisinhas que são nossas, só eu e eles sabemos".

—Sangalo falando sobre o momento em que se emociona durante a gravação do concerto.
O show se inicia com Sangalo cantando em voice-over a canção "Brasileiro", presente em seu álbum Clube Carnavalesco Inocentes em Progresso (2003), enquanto imagens da cidade de Nova Iorque são mostradas; já no Madison Square Garden, uma cortina prateada despenca, revelando a artista nas escadarias ao fundo do cenário, trajando um figurino colorido que mistura couro e penas. Em seguida, ela se desloca para o centro do palco e executa a inédita "Acelera Aê (Noite do Bem)", primeiro single do projeto. Musicalmente, a faixa é descrita como axé-rock com influências de música eletrônica. Durante a performance, a cantora declara "eu sou o Brasil no mundo!", em meio às lágrimas que descolavam seus cílios postiços. São executadas posteriormente as faixas "Cadê Dalila", presente em seu álbum anterior Multishow Registro: Pode Entrar (2009), e também "Flores (Sonho Épico)", originalmente gravada por Sangalo no álbum Pra Abalar (1994) da Banda Eva. Para finalizar o bloco, a artista canta a composição inédita "Desejo de Amar"; durante a performance, ela e seus bailarinos dançam sobre uma esteira elétrica instalada em frente a uma passarela que liga o palco principal a um palco menor.
O ato seguinte começa com Sangalo, enquanto usa um figurino dourado com franjas de couro azuis combinado com um chapéu, dando voz a "Darte", canção inédita que é interpretada ao lado do cantor colombiano Juanes, primeiro convidado da noite. A faixa foi escrita de forma trilíngue, misturando as línguas portuguesa, espanhola e inglesa, abraçando um "clima de estilizada latinidade tropical". Após "Darte", Sangalo dá seguimento ao show com a também nova "Pra Falar de Você", que foi descrita como uma "guajira cubana com sotaque de recôncavo baiano"; após executar uma coreografia com seus bailarinos, a intérprete vai em direção à passarela do palco, onde toca percussão. Como forma de dar encerramento ao bloco, ela canta "Balakbak", presente em Pode Entrar.
Para o terceiro bloco do show, Sangalo reaparece no palco usando um longo vestido com estampa de leopardo e um enorme acessório em sua cabeça, cantando "Human Nature", uma regravação do tema originalmente gravado pelo cantor estadunidense Michael Jackson em seu álbum Thriller (1982), em um novo arranjo de samba-reggae. Dando seguimento ao concerto, a artista canta a inédita "Pensando em Nós Dois" em ritmo de samba rock com elementos de R&B, acompanhada do segundo convidado da noite Seu Jorge, que traja terno, gravata e óculos escuros. Posteriormente, é apresentado um medley das canções "Me Abraça" e "Pegue Aí", presentes no álbum Hora H (1995) da Banda Eva, bem como "Tá Tudo Bem" e "Eternamente", que foram incluídas em seu primeiro álbum solo (1999). No início da apresentação da primeira faixa, Sangalo erra a letra e se emociona, tendo que começar novamente a performance. "Where It Begins", outra obra inédita, é cantada inteiramente em inglês com a canadense Nelly Furtado, a terceira convidada da noite. Para finalizar o bloco, Sangalo tira os sapatos para dar voz a um medley de três sucessos da Banda Eva, nomeadamente "Eva" (1997), "Alô Paixão" (1994) e "Beleza Rara" (1996), que ganharam toques de ijexá no arranjo.
O próximo segmento da noite começa com um cilindro de tecido descendo na passarela do palco, projetando Sangalo cantando a faixa "Meu Maior Presente", originalmente gravada para o álbum Festa (2001); ao final da canção, o cilindro é içado, revelando uma grande caixa de presente vermelha. Após momentos de suspense, a caixa é novamente erguida, revelando a artista sentada em um piano de caldas, tocando e cantando a música "Easy" (1977), versão da canção originalmente gravada pelo grupo estadunidense Commodores, enquanto veste um paletó preto e calça palazzo. Posteriormente, são apresentadas uma versão em espanhol de "Agora Eu Já Sei", renomeada "Ahora Ya Sé", e "Meu Segredo", ambas de Pode Entrar, sendo a primeira um dueto com o cantor argentino Diego Torres. No último ato do show, Sangalo, desta vez caracterizada com um casaco com estampa colorida, executa "Berimbau Metalizado", single de 2006, seguida pela última canção inédita da noite "Qui Belê", que inclui um "baticum afro-baiano", e um medley formado pelas canções "Festa", do disco de mesmo nome (2001), e "Sorte Grande", de Clube Carnavalesco Inocentes em Progresso, recebendo uma roupagem de música dance em uma "atmosfera clubber tropical". "Na Base do Beijo", de Pode Entrar, encerra o concerto, e após sua execução, Sangalo deixa do palco içada por cabos, que dão a impressão que ela está sendo levada pelos balões de gás que segura.

## Recepção

### Crítica profissional
| Críticas profissionais | Críticas profissionais |
| Avaliações da crítica  | Avaliações da crítica  |
| Fonte                  | Avaliação              |
| ---------------------- | ---------------------- |
| DVD Magazine           | [ 74 ]                 |
| Extra                  | positiva               |
| New York Post          | positiva               |
| The New York Times     | positiva               |
| Notas Musicais         | [ 68 ]                 |
| Terra                  | mista                  |

Multishow ao Vivo: Ivete Sangalo no Madison Square Garden recebeu análises mistas por parte dos críticos musicais. Em resenha para o jornal estadunidense The New York Times, o crítico Jon Pareles elogiou a apresentação, dizendo que havia ficado impressionado com a brasileira, fazendo boas referências à sua energia "incansável no palco" e seu "espírito de diva". No entanto, atentou para duas dificuldades importantes para Sangalo transpor, caso quisesse se projetar internacionalmente e chegar ao patamar de artistas como Beyoncé, Madonna e Shakira sendo uma pop star reconhecida mundialmente: "Inevitavelmente, existe a barreira linguística para músicas em português" e "o axé, cujo ritmo não é muito conhecido fora do Brasil, é acelerado demais para os norte-americanos". O profissional definiu como "estranhas" as versões que ela apresentou para "Easy" e "Human Nature". Numa matéria para o também estadunidense New York Post, um editor do periódico descreveu como "eletrizante" a performance de Sangalo, além de enaltecer o fato de que ela se apresentou sem o auxílio de playback e, ainda assim, soava "fantástica". Michael Astor, da agência de notícias Associated Press, destacou que "o evento mais impactante do Brasil neste fim de semana aconteceu em Nova Iorque", e que era uma pena que "poucos estadunidenses perceberam"; ele também notou que, apesar de poucas canções em inglês presentes no repertório, o inglês de Sangalo soava "bem, com apenas um leve sotaque".
Na imprensa brasileira, Fernanda Laskier, do jornal Extra, considerou o desempenho de Sangalo similar ao de Madonna, escrevendo que não foi difícil lembrar-se dela principalmente quando a brasileira surgiu "no topo de uma escadaria, em meio a uma produção de cinco milhões de dólares", algo que segundo a jornalista, já havia sido feito pela estadunidense. Laskier, ainda, elogiou o carisma de Sangalo e, seu "inglês afinado", ao interpretar "Human Nature" e outras canções no idioma. Roberto Nascimento, do jornal O Estado de S. Paulo, analisou que "com tecla SAP trilíngue e participações de peso", o show do álbum "mostrou que Sangalo está determinada a se transformar na Shakira do Brasil". Angela Antunes, para o Gazeta do Povo, destacou motivos que fazem deste um trabalho de "dar inveja a qualquer grande artista internacional": produção, palco, banda e figurinos "impecáveis", e também os vocais da artista, o qual enalteceu por manter-se "firme durante duas horas e meia de apresentação", ao contrário de Beyoncé e Madonna, que segundo ela, fazem uso de artifícios tecnológicos em suas performances. Resenhando a qualidade técnica da edição em vídeo do projeto, Robson Candêo, do portal DVD Magazine, condecorou-o com cinco estrelas totais, elogiando suas imagens "excelentes" e a qualidade de som "ótima, com uma distribuição bem feita". Quanto ao conteúdo apresentado, o editor definiu-o como um "show fantástico" e uma "grande produção" e, recomendou que "se você não é desses que tem preconceito contra a música baiana, então veja que vai gostar. Imperdível".
Em uma análise negativa para o portal Terra, Eduardo Graça considerou o espetáculo como "muitas vezes confuso, repleto de exageros visuais, mas quase sempre empolgante"; a respeito do repertório, sentiu constatar o quanto "a música popular produzida no Brasil, representada por uma de suas grandes estrelas, não tem medo de namorar o mau gosto. Ao contrário, o coopta para levantar poeira sem medo de ser feliz". Para Graça, Sangalo traz aos Estados Unidos um conceito de "Brasil Profundo" onde permeia a "cara feliz, orgulhosa e desafiadoramente ordinária", além da "falta de sofisticação, assumida e cultuada pela cantora", mas, reconhece a sua capacidade de "comunhão com seu público". Mauro Ferreira, jornalista do blog Notas Musicais, concedeu duas de cinco estrelas para o disco, avaliando que, após dar um upgrade em sua discografia com Pode Entrar, "a artista volta a descer ladeira" em seu novo registro. Acrescentando que, apesar do carisma e espontaneamente de Sangalo, o show poderia ter sido "antológico se o roteiro tivesse priorizado as joias verdadeiras do gênero rotulado como axé music, mas o repertório inédito evidencia a faceta mais populista adotada por Ivete nos últimos anos". O crítico elogiou o dueto com Torres e Furtado, enquanto classificou a faixa em colaboração com Juanes como uma das piores inéditas do roteiro, e concluiu que Multishow ao Vivo: Ivete Sangalo no Madison Square Garden terminava com a impressão de "representar mais um desnecessário degrau abaixo na descida da ladeira".

### Reconhecimento
Multishow ao Vivo: Ivete Sangalo no Madison Square Garden garantiu à Sangalo duas indicações para a 12ª edição dos Prêmios Grammy Latino, nas categorias de Melhor Álbum Pop Contemporâneo Brasileiro e Melhor Canção Brasileira, esta última pelo single "Acelera Aê (Noite do Bem)". Na 18ª edição do Prêmio Multishow, o projeto recebeu quatro indicações nas categorias de Melhor DVD, Melhor Álbum, Melhor Música e Melhor Videoclipe, sendo essas duas últimas direcionadas a "Acelera Aê (Noite do Bem)" e seu vídeo. A cantora saiu vitoriosa apenas na primeira, Melhor DVD. O produto ainda foi laureado a Melhor DVD no Prêmio Jovem Brasileiro, enquanto "Acelera Aê (Noite do Bem)" ainda foi indicada na categoria de Melhor Música na primeira etapa dos Meus Prêmios Nick 2011.

## Lançamento e divulgação

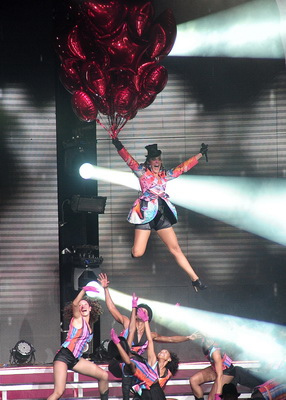
Alguns meios de comunicação compararam o visual de Sangalo na capa do disco com o da personagem Mary Poppins; na imagem, a artista é vista usando a mesma roupa da capa durante a data inicial da Tour Madison em Salvador, em 2011.

Em 8 de novembro de 2010, a capa do projeto foi revelada pela produção da artista. O portal de notícias Ego, bem como o jornal Correio do Estado, compararam o visual de Sangalo na capa com o da personagem de livros infantis Mary Poppins. No mesmo dia, começou a ser exibida uma série de episódios em seu website oficial com imagens e depoimentos da cantora falando sobre os momentos mais especiais da gravação. A pré-venda do material foi iniciada a partir do dia 23 do mesmo mês, enquanto que a partir do dia 29, o canal Multishow exibiu cinco episódios que também detalharam a preparação para a gravação do show, revelando momentos de descontração da cantora em Nova Iorque, bem como entrevistas com os convidados do concerto. O show em si foi transmitido na íntegra pelo canal pela primeira vez em 5 de dezembro, às 21h30, similar ao ocorrido com Multishow ao Vivo: Ivete no Maracanã. O projeto foi oficialmente lançado comercialmente dois dias depois, sendo comercializado em três versões físicas distintas: CD, DVD e um box especial contendo ambos, bem como por intermédio digital. Enquanto em Portugal isso só ocorreu em 13 seguinte. Em 1 de março de 2011, passou a ser distribuído em CD e DVD também na América Latina, bem como nos Estados Unidos. No dia 18 do mesmo mês, foi comercializado em terras brasileiras também no formato blu-ray. Ainda, um extended play (EP) foi disponibilizado digitalmente em 3 de janeiro de 2012, contendo as quatro canções incluídas no DVD que não foram lançadas no CD.
De modo a promover o lançamento do disco, a intérprete embarcou em uma extensa agenda de divulgação, fazendo aparições em diversos programas de televisão e internet. A primeira aparição de Sangalo foi no programa de Fausto Silva, Domingão do Faustão, exibido ao vivo pela TV Globo em 28 de novembro de 2010; na ocasião, a artista deu voz a "Acelera Aê (Noite do Bem)" e "Easy", bem como concedeu uma entrevista ao anfitrião do programa. No dia seguinte, ela compareceu ao programa da apresentadora Hebe Camargo, transmitido pelo SBT, para discutir sobre sua vida pessoal e a experiência de gravação do disco, dentre outros assuntos. Após a entrevista, a musicista executou versões ao vivo de "Acelera Aê (Noite do Bem)", "Na Base do Beijo" e "Easy". Durante a performance dessa última, foi projetado um enorme pacote de presentes no palco, similar ao utilizado no concerto do álbum, e ao ser erguido, revelou Sangalo tocando a canção em um piano. Em 4 de dezembro, foi ao ar a participação de Sangalo no programa Caldeirão do Huck, apresentado por Luciano Huck, onde ela interpretou "Acelera Aê (Noite do Bem)", "Na Base do Beijo" e "Human Nature". No dia do lançamento do disco, no dia 7, Sangalo realizou uma coletiva online, através de sua conta oficial na rede social Twitter, na qual respondeu perguntas do público a respeito do projeto.
Em 11 de dezembro, foi exibida a participação da intérprete no programa Altas Horas, apresentado por Serginho Groisman; na ocasião, ela tocou "Acelera Aê (Noite do Bem)", "Desejo de Amar", "Na Base do Beijo", bem como "Pensando em Nós Dois" com Seu Jorge, que cantou de improviso a faixa com Sangalo. No dia seguinte, ela esteve no programa Eliana, onde foi entrevistada por crianças e também cantou "Acelera Aê (Noite do Bem)". Dois dias depois, foi a vez da artista responder às perguntas de fãs enviadas em sua comunidade oficial na rede social Orkut. A transmissão foi a primeira vez que o Google realizava algo do gênero naquela rede social. Em 16 de dezembro, a cantora compareceu ao Programa do Jô, onde foi entrevistada pelo anfitrião Jô Soares e cantou "Na Base do Beijo", "Agora Eu Já Sei" e "Desejo de Amar". Já no dia 19, a musicista esteve no programa Tudo É Possível, apresentado por Ana Hickmann na RecordTV, onde interpretou "Acelera Aê (Noite do Bem)" e estreou um quadro intitulado "10 Momentos". Sangalo também participou do programa especial de Natal da apresentadora Xuxa Meneghel, que foi gravado em 5 de dezembro no Maracanãzinho e exibido na televisão em 24 de dezembro, cantando "Acelera Aê (Noite do Bem)" e "Natal Todo Dia" com a anfitriã. No dia seguinte, foi exibida a aparição da cantora no programa TV Xuxa, também comandado por Meneghel, onde realizou "Acelera Aê (Noite do Bem)" e "Na Base do Beijo". Um dia depois, ela concedeu uma extensa entrevista ao talk show De Frente com Gabi, onde conversou com a jornalista Marília Gabriela a respeito do álbum, vida pessoal e rumos em sua carreira.

### Singlese outras canções
Como primeiro single de divulgação de Ivete Sangalo no Madison Square Garden, a faixa "Acelera Aê (Noite do Bem)" foi liberada em versão de estúdio em 20 de agosto de 2010, antes da versão ao vivo, extraída da apresentação do álbum, ser enviada para as estações de rádio em 7 de outubro daquele ano. A faixa obteve um desempenho comercial positivo, atingindo a décima posição na tabela Brasil Hot 100 Airplay compilada pela Billboard Brasil, fechando o ano como a 28ª mais reproduzida no país em 2010. Seu videoclipe correspondente foi lançado em 30 de outubro na seção "faixa bônus" no programa de televisão TVZ do canal Multishow, e foi retirado da apresentação de Sangalo no Madison Square Garden. "Desejo de Amar" foi escolhida como segunda faixa de divulgação do disco, sendo enviada às rádios brasileiras em 6 de janeiro de 2011. A canção estreou na 91ª posição na tabela Brasil Hot 100 Airplay, em fevereiro. No mês seguinte, a obra saltou para a 74ª colocação, sua posição de pico.
Posteriormente, "Pensando em Nós Dois" foi selecionado como o terceiro tema para promover o álbum, sendo lançado em 10 de abril de 2011; em comparação com o single anterior, "Pensando em Nós Dois" obteve melhor desempenho comercial, tendo o número 17 como melhor colocação nas rádios brasileiras. "Qui Belê" começou a ser executada em 14 de outubro de 2011 nas estações de rádio como o quarto single do projeto, obtendo a 38ª colocação na tabela de singles brasileira. Para encerrar a divulgação do disco, "Pra Falar de Você" foi escolhida para ser enviada às rádios do Nordeste em 11 de abril de 2012 como o quinto e último single. Para além dessas, apesar de não ter sido trabalhada como single, "Darte" fez parte da trilha sonora da telenovela da TV Globo, Cheias de Charme (2012), sendo tema dos personagens Lygia (Malu Galli) e Alejandro (Pablo Bellini); Sangalo também fez uma participação na trama cantando a faixa junto com a personagem Chayene, interpretada por Cláudia Abreu.

### Turnê

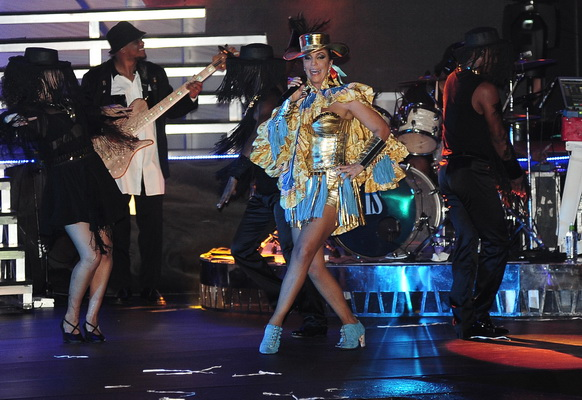
Sangalo durante uma apresentação da Madison Tour (2011).

Em 1 de dezembro de 2010, através de uma coletiva de imprensa, Sangalo confirmou que entraria em turnê para promover o disco no ano de 2011, percorrendo inicialmente 20 capitais brasileiras. Intitulada Tour Madison, a excursão iniciou em 27 de março de 2011 na cidade de Salvador, no Mercado Modelo, com o objetivo de comemorar o aniversário da cidade, que ocorreria dois dias depois. Em 25 de março, foi anunciado que os bastidores da estreia da turnê seriam transmitidos pela internet, através de uma Twitcam. Além disso, foram transmitidos alguns momentos do espetáculo ao vivo. O show contou com a participação de Diego Torres e Seu Jorge, que também estiveram no concerto em Nova Iorque. Os concertos da turnê contavam com uma grande estrutura, raramente vista em turnês de artistas solo nacionais; uma equipe com mais de 40 pessoas era necessária para cuidar da montagem do palco, bem como iluminação, figurinos e maquiagem. Durante sua passagem por Portugal, o concerto realizado no Pavilhão Atlântico de Lisboa foi gravado e subsequentemente transmitido pela emissora de televisão portuguesa RTP, em setembro de 2011. Além disso, Sangalo colaborou com o jogo online MegaCity para promover a excursão; no jogo, um show da turnê era trazido para a megalópole do jogador, mas para a fase ser desbloqueada era preciso construir um estádio em sua cidade para comportá-lo. Comercialmente, a Tour Madison tornou-se a maior turnê solo por uma artista feminina brasileira, vendendo 800 mil ingressos e arrecadando 70 milhões de reais, compreendendo 100 datas na América do Sul e Europa. Em 2011, o Brazilian International Press Awards, evento que premia pessoas comprometidas com a divulgação da cultura brasileira no exterior, concedeu à turnê o troféu de Melhor Show Brasileiro on Tour de 2010.

## Créditos
Todo o processo de elaboração de Multishow ao Vivo: Ivete Sangalo no Madison Square Garden atribui os seguintes créditos:
Locais de gravação
- Madison Square Garden (Nova Iorque, Estados Unidos)
- Estúdio Groove (Salvador, Bahia)
- Estúdio Minna (Salvador, Bahia)

Produção
| - Fábio Almeida: produção executiva - Ricardo Martins: produção executiva - Richard Ogden: co-produção executiva - Carolina Migoya: assistente de produção - Cybele Pereira: assistente de produção - Nathalia Hearter: assistente de produção - Paulinho Rocha: assistente de produção musical - Camila Rebouças: coordenação de produção - Valéria San Galo: coordenação de produção artística e logística - Radamés Venâncio: direção musical - Beto Neves: gravação e mixagem - Carlos Freitas: masterização - Remote Recording: unidade móvel de gravação | - Patrick Woodroffe: design de iluminação - Bruce Rodgers: cenografia - Jorge Silva: coreografia - Basso & Brooke: figurinos - Stephen Jones: chapéus - Mr. Pearl: corsets - Miguel Afonso: coordenação de A&R (Universal Music) - Patricia Aidas: coordenação de A&R (Universal Music) - Solange Ruiz: coordenação de A&R (Universal Music) - Stella Amaral: gerência de produtos e negócios (Multishow) - Tatiana Costa: gerência de programação (Multishow) - Juliana Constantini: coordenação de produtos e negócios (Multishow) - Valéria Amaral: coordenação de produção (Multishow) |

Visuais e imagem
| - Ivete Sangalo: direção artística - Nick Wickham: direção de vídeo - Alexandre Lins: direção de áudio | - Daniel Silveira: direção artística - Guilherme Zattar: direção geral (Multishow) |

Capa
| - Gê Alves Pinto: direção de arte - Carol Cruz: projeto gráfico - André Passos: fotografia - Washington Possato: fotografia | - Cacau Mangabeira: fotografia - Michael Canno: tratamento de imagem - Luiz Augusto: revisão - Geysa Adnet: coordenação gráfica |

Músicos
| - Ivete Sangalo: vocal principal - Alexandre Lins: produção - Radamés Venâncio: teclado - Gigi: baixo - Jaguar: bateria - Gilberto Jr.: trompete e fluguel - Letieres Leite: sax e flauta - Ferreirinha: trombone | - Márcio Brasil: bateria - Cara de Cobra: percussão - Emerson Taquari: percussão - Fabinho O'Brian: percussão - Tito Bahiense: vocal de apoio - Danilo Black: vocal de apoio - Patrícia Sampaio: vocal de apoio |

## Alinhamento de faixas
Todas as canções produzidas por Ivete Sangalo e Alexandre Lins.
| Multishow ao Vivo: Ivete Sangalo no Madison Square Garden — edição em CD |                                                          |                                                                                        |         |  |
| N.º                                                                      | Título                                                   | Compositor(es)                                                                         | Duração |  |
| 1.                                                                       | "Brasileiro"                                             | Fábio Alcântara · Augusto Conceição · Duller                                           | 2:39    |  |
| 2.                                                                       | "Acelera Aê (Noite do Bem)"                              | Gigi · Magno Sant'Anna · Fabinho O'Brian · Dan Kambaiah                                | 4:50    |  |
| 3.                                                                       | "Cadê Dalila"                                            | Carlinhos Brown · Alain Tavares                                                        | 3:12    |  |
| 4.                                                                       | "Flores (Sonho Épico)"                                   | Gutemberg · Roberto Moura · Tico Mahahtma · Carlinhos Maracanã                         | 3:26    |  |
| 5.                                                                       | "Desejo de Amar"                                         | Tavares · Rita Mendes                                                                  | 3:41    |  |
| 6.                                                                       | "Darte" (com a participação de Juanes)                   | Cássio Calazans                                                                        | 3:48    |  |
| 7.                                                                       | "Pra Falar de Você"                                      | O'Brian · Rubem Tavares · Samir                                                        | 4:04    |  |
| 8.                                                                       | "Human Nature"                                           | Steven Porcaro · John Bettis                                                           | 4:01    |  |
| 9.                                                                       | "Pensando em Nós Dois" (com a participação de Seu Jorge) | Samir                                                                                  | 4:51    |  |
| 10.                                                                      | "Me Abraça / Eternamente / Tá Tudo Bem / Pegue Aí"       | Roberto Moura · Jorge Xaréu · Davi Salles · Alexandre Peixe · Lu · Jacka Maneiro · Cay | 7:23    |  |
| 11.                                                                      | "Where It Begins" (com a participação de Nelly Furtado)  | Ivete Sangalo · Nelly Furtado · Santos · Lester Mendez                                 | 4:30    |  |
| 12.                                                                      | "Easy"                                                   | Lionel Richie                                                                          | 3:58    |  |
| 13.                                                                      | "Ahora ya sé" (com a participação de Diego Torres)       | Sangalo · Santos (versão: Carolina Migoya)                                             | 4:41    |  |
| 14.                                                                      | "Meu Segredo"                                            | Ramón Cruz                                                                             | 4:31    |  |
| 15.                                                                      | "Berimbau Metalizado"                                    | Duller · Miro Almeida · Dória                                                          | 4:04    |  |
| 16.                                                                      | "Qui Belê"                                               | Cruz                                                                                   | 3:04    |  |
| 17.                                                                      | "Festa / Sorte Grande"                                   | Anderson Cunha · Lourenço                                                              | 3:37    |  |
| 18.                                                                      | "Na Base do Beijo"                                       | Tavares · Mendes                                                                       | 3:58    |  |
| Duração total:                                                           | Duração total:                                           | Duração total:                                                                         | 69:23   |  |

| Multishow ao Vivo: Ivete Sangalo no Madison Square Garden — edição em DVD e blu-ray |                                                                     |                                                                                        |         |  |
| N.º                                                                                 | Título                                                              | Compositor(es)                                                                         | Duração |  |
| 1.                                                                                  | "Brasileiro"                                                        | Fábio Alcântara · Augusto Conceição · Duller                                           | 2:42    |  |
| 2.                                                                                  | "Acelera Aê (Noite do Bem)"                                         | Gigi · Magno Sant'Anna · Fabinho O'Brian · Dan Kambaiah                                | 5:04    |  |
| 3.                                                                                  | "Cadê Dalila"                                                       | Carlinhos Brown, Alain Tavares                                                         | 3:09    |  |
| 4.                                                                                  | "Flores (Sonho Épico)"                                              | Gutemberg, Roberto Moura, Tico Mahahtma, Carlinhos Maracanã                            | 3:27    |  |
| 5.                                                                                  | "Desejo de Amar"                                                    | Tavares, Rita Mendes                                                                   | 3:44    |  |
| 6.                                                                                  | "Darte" (com a participação de Juanes)                              | Cássio Calazans                                                                        | 3:52    |  |
| 7.                                                                                  | "Pra Falar de Você"                                                 | O'Brian · Rubem Tavares · Samir                                                        | 4:06    |  |
| 8.                                                                                  | "Balakbak"                                                          | Esquisito · Pururu · Binho Nunes · Sand Vidal                                          | 4:10    |  |
| 9.                                                                                  | "Human Nature"                                                      | John Bettis · Steven Porcaro · Steven M. Porcaro                                       | 4:00    |  |
| 10.                                                                                 | "Pensando em Nós Dois" (com a participação de Seu Jorge)            | Samir                                                                                  | 4:53    |  |
| 11.                                                                                 | "Me Abraça / Eternamente / Tá Tudo Bem / Pegue Aí"                  | Roberto Moura · Jorge Xaréu · Davi Salles · Alexandre Peixe · Lu · Jacka Maneiro · Cay | 10:22   |  |
| 12.                                                                                 | "Where It Begins" (com a participação de Nelly Furtado)             | Ivete Sangalo · Nelly Furtado · Santos · Lester Mendez                                 | 4:22    |  |
| 13.                                                                                 | "Eva / Alô Paixão / Beleza Rara"                                    | Giancarlo Bigazzi · Umberto Tozzi · Jorge Xaréu · Ed Grandão                           | 6:27    |  |
| 14.                                                                                 | "Meu Maior Presente"                                                | Ramón Cruz                                                                             | 3:39    |  |
| 15.                                                                                 | "Easy"                                                              | Lionel Ritchie                                                                         | 5:41    |  |
| 16.                                                                                 | "Ahora ya sé" (com a participação de Diego Torres)                  | Sangalo · Santos (versão: Carolina Migoya)                                             | 5:07    |  |
| 17.                                                                                 | "Meu Segredo"                                                       | Cruz                                                                                   | 4:32    |  |
| 18.                                                                                 | "Berimbau Metalizado"                                               | Duller · Miro Almeida · Dória                                                          | 4:10    |  |
| 19.                                                                                 | "Qui Belê"                                                          | Cruz                                                                                   | 3:12    |  |
| 20.                                                                                 | "Festa / Sorte Grande"                                              | Anderson Cunha / Lourenço                                                              | 3:38    |  |
| 21.                                                                                 | "Na Base do Beijo"                                                  | Tavares · Mendes                                                                       | 4:25    |  |
| 22.                                                                                 | "Você e Eu (You and Me)" (com a participação de Dave Matthews Band) | Dave Matthews (versão: Ivete Sangalo · Alex Góes)                                      | 5:14    |  |
| Duração total:                                                                      | Duração total:                                                      | Duração total:                                                                         | 135:00  |  |

| Multishow ao Vivo: Ivete Sangalo no Madison Square Garden — edição em Extended play (EP) |                                                                   |                                                              |         |  |
| N.º                                                                                      | Título                                                            | Compositor(es)                                               | Duração |  |
| 1.                                                                                       | "Você e Eu (You & Me)" (com a participação de Dave Matthews Band) | Dave Matthews (versão: Ivete Sangalo · Alex Góes)            | 4:57    |  |
| 2.                                                                                       | "Balakbak"                                                        | Esquisito · Pururu · Binho Nunes · Sand Vidal                | 4:08    |  |
| 3.                                                                                       | "Eva / Alô Paixão / Beleza Rara"                                  | Giancarlo Bigazzi · Umberto Tozzi · Jorge Xaréu · Ed Grandão | 6:26    |  |
| 4.                                                                                       | "Meu Maior Presente"                                              | Ramón Cruz                                                   | 3:32    |  |
| Duração total:                                                                           | Duração total:                                                    | Duração total:                                               | 19:06   |  |

## Desempenho comercial
Comercialmente, Ivete Sangalo no Madison Square Garden tornou-se um sucesso. No Brasil, em seu período de pré-venda, o álbum em suas duas edições já contabilizava 300 mil cópias comercializadas, o que fez os executivos da Universal apostarem que o registro da apresentação seria o mais vendido do ano de 2010. A esse respeito, Rodrigo Ratto, diretor da gravadora, em entrevista à Época, acrescentou: "Ivete sempre vendeu bem, mas esse novo projeto nos animou logo na saída. Arrisco dizer que venderemos perto de 1 milhão de cópias", apostando que a temporada de Natal e Carnaval poderiam impulsionar às vendas do produto. Após sua liberação, conforme a revista Istoé Gente publicou, a edição em áudio e vídeo do trabalho passou suas duas primeiras semanas no topo dos mais adquiridos do país. A Pro-Música Brasil (PMB) emitiu um certificado de ouro e diamante à gravação, denotando vendas de 50 mil cópias do CD e diamante pelas 500 mil réplicas do DVD, respectivamente. Sua edição em vídeo foi ainda reconhecida pela empresa como a mais adquirida de 2010 em terras brasileiras.
O disco também foi bem recebido em Portugal; em sua primeira semana de disponibilidade, o registro em áudio debutou no número 25 da tabela monitorada pela Associação Fonográfica Portuguesa (AFP), movendo-se para o número nove, sua melhor posição, após dezenove atualizações. Paralelamente, o vídeo da obra registrou como melhor posição a de número cinco, na 21ª semana do ano de 2011. Ambos os formatos foram certificados como ouro pela AFP após o DVD vender 7.500 réplicas, ao passo que o CD vendeu quatro mil exemplares. Ainda, na Argentina, o projeto conquistou a quinta posição da parada de álbuns publicada pelo portal Reporter de entretenimento y cultura.
| País — Tabela musical (2010—11)                  | Posição de pico |
| ------------------------------------------------ | --------------- |
| Argentina (Reporter de entretenimento y cultura) | 5               |
| Brasil (Istoé Gente)                             | 1               |
| Portugal (Associação Fonográfica Portuguesa)     | 9               |
| Portugal (Associação Fonográfica Portuguesa) DVD | 5               |

| País — Tabela musical (2010)   | Posição |
| ------------------------------ | ------- |
| Brasil (Pro-Música Brasil) DVD | 1       |

| Região                                                                                             | Certificação | Unidades |
| -------------------------------------------------------------------------------------------------- | ------------ | -------- |
| Brasil (Pro-Música Brasil)                                                                         | Ouro         | 50 000*  |
| Brasil (Pro-Música Brasil) DVD                                                                     | Diamante     | 500 000* |
| Portugal (AFP)                                                                                     | Ouro         | 7 500^   |
| Portugal (AFP) DVD                                                                                 | Ouro         | 4 000^   |
| *números de vendas baseados somente na certificação ^distribuições baseadas apenas na certificação |              |          |

## Histórico de lançamento
| País           | Data                   | Formato                     | Gravadora(s)                     | Ref.            |
| -------------- | ---------------------- | --------------------------- | -------------------------------- | --------------- |
| Brasil         | 7 de dezembro de 2010  | CD · DVD · download digital | Universal · Caco Music · Mercury | [ 89 ] [ 90 ]   |
| Portugal       | 13 de dezembro de 2010 | CD · DVD                    | Universal · Caco Music · Mercury | [ 91 ]          |
| Argentina      | 14 de janeiro de 2011  | Donwload digital            | Universal · Caco Music · Mercury | [ 144 ]         |
| Chile          | 14 de janeiro de 2011  | Donwload digital            | Universal · Caco Music · Mercury | [ 145 ]         |
| Japão          | 20 de janeiro de 2011  | CD · DVD                    | Universal · Caco Music · Mercury | [ 146 ] [ 147 ] |
| Suíça          | 26 de janeiro de 2011  | Download digital            | Universal · Caco Music · Mercury | [ 148 ]         |
| Uruguai        | 1 de março de 2011     | CD · DVD                    | Universal · Caco Music · Mercury | [ 92 ]          |
| Colômbia       | 1 de março de 2011     | CD · DVD                    | Universal · Caco Music · Mercury | [ 92 ]          |
| México         | 1 de março de 2011     | CD · DVD                    | Universal · Caco Music · Mercury | [ 92 ]          |
| Estados Unidos | 1 de março de 2011     | CD · DVD                    | Universal · Caco Music · Mercury | [ 92 ]          |
| Argentina      | 11 de março de 2011    | CD · DVD                    | Universal · Caco Music · Mercury | [ 149 ]         |
| Brasil         | 18 de março de 2011    | Blu-ray                     | Universal · Caco Music · Mercury | [ 93 ]          |
| Brasil         | 3 de janeiro de 2012   | EP                          | Universal · Caco Music · Mercury | [ 94 ]          |